# Iván de León Rodríguez
Iván de León Rodríguez (París, 15 de mayo de 1955 - Ciudad de Guatemala, 5 de febrero de 2025) fue un pintor figurativo, del realismo mágico y de lo abstracto, franco-guatemalteco.

## Origen
Nació en París, el 15 de mayo de 1955, hijo del escultor Adalberto de León Soto y de Fantina Rodríguez Padilla. Integrante de una familia dedicada al arte desde finales del siglo XIX hasta el presente, dentro de la cual figuran su abuelo Rafael Rodríguez Padilla, uno de los fundadores de la Escuela Nacional de Artes Plásticas "Rafael Rodríguez Padilla" (ENAP), y su tío, Jacobo Rodríguez Padilla, artista destacado, actualmente radicado en Francia. Además, su hermano, Zipacná de León, sobresaliente artista de la plástica guatemalteca.

## Trayectoria
Iván de León realizó sus estudios de arte en la Escuela Nacional de Artes Plásticas "Rafael Rodríguez Padilla" (Guatemala) de 1975 a 1981. Estudió Modelado Escultórico con el maestro Rodolfo Galeotti Torres; diseño gráfico con el artista Erwin Guillermo. En 1990 trabajó como discípulo del maestro Elmar Rojas, quien lo introdujo en la concepción y valoración de la pintura contemporánea. De 1975 a 1989 trabajó paralelamente en diseño; ha realizado toda clase de trabajos: avisos de prensa, afiches, logotipos, símbolos, etc. Paulatinamente  ha evolucionado del realismo al  figurativismo y de éste a la pintura abstracta. Desde 1990 se dedica exclusivamente a la pintura, aunque ha tenido algunas incursiones en grabado y dibujo. Sus obras se encuentran en colecciones privadas de Guatemala, México, EE. UU., Europa y Asia Centro y Sur América. A pesar de que el artista Iván de León Rodríguez tiene años de evitar el protagonismo en concursos y exposiciones personales, no ha interrumpido su trabajo artístico, no solo en el campo de las artes plásticas, si no en el de la música, poesía y composición de canciones de tipo popular, sin mencionar el oficio de lutier.

## Exposiciones
- Gasterópodos y amantes (acuarelas figurativas) Alianza Francesa de Guatemala, Ciudad de Guatemala (1982).
- Pinturas de Iván de León Rodríguez (óleos y acuarelas figurativos) Galería El sereno, Antigua Guatemala (1992).
- Obra reciente de Iván de León (óleos figurativos) Galería El Sereno, Antigua Guatemala (1993).
- Gente de mi tiempo (óleos figurativos) Instituto Guatemalteco Americano, Ciudad de Guatemala (1993).
- “Gente real e imaginaria” Alianza Francesa Guatemala, Ciudad de Guatemala acrílicos sobre tela (2004).
- Dos generaciones de artistas guatemaltecos OMPI - Ginebra, Suiza (2007).
- “Oscarte” (Homenaje a Oscar Barrientos, escultor guatemalteco) MUSAC (2014).

## Exposiciones colectivas
- Bienal de Arte Paiz (1984-1986-1988-1990).
- Pintura Joven de Guatemala (1983).
- Salón Nacional de la Acuarela (1985-1988).
- Homenaje a Picasso (1987).
- Galerías El Túnel, Sol del Río, El Sereno (1991).
- Galerías: El Túnel, Sol del Río, El Sereno, Iglesia Capuchinas,  Asociación Cultural de la Antigua Guatemala (1992).
- Obra Social de la Embajada de los Estados Unidos de América.

## Exposiciones Internacionales
- Grabado Guatemalteco, Managua, Nicaragua (1986).
- Latin American Art, Washington D. C., EE. UU. (1987).
- Latin Art Gallery, Nagoya, Japón (1991).
- Dos generaciones de artistas guatemaltecos OMPI - Ginebra, Suiza (2007).